# Manzanilla (DO)

Situació de la DO Manzanilla-Sanlúcar de Barrameda

El manzanilla de Sanlúcar de Barrameda és un vi espanyol del vinyer d'Andalusia. És sota el control d'un equivalent espanyol de l'AOC, la Denominación de Origen Manzanilla-Sanlúcar de Barrameda.

## Història

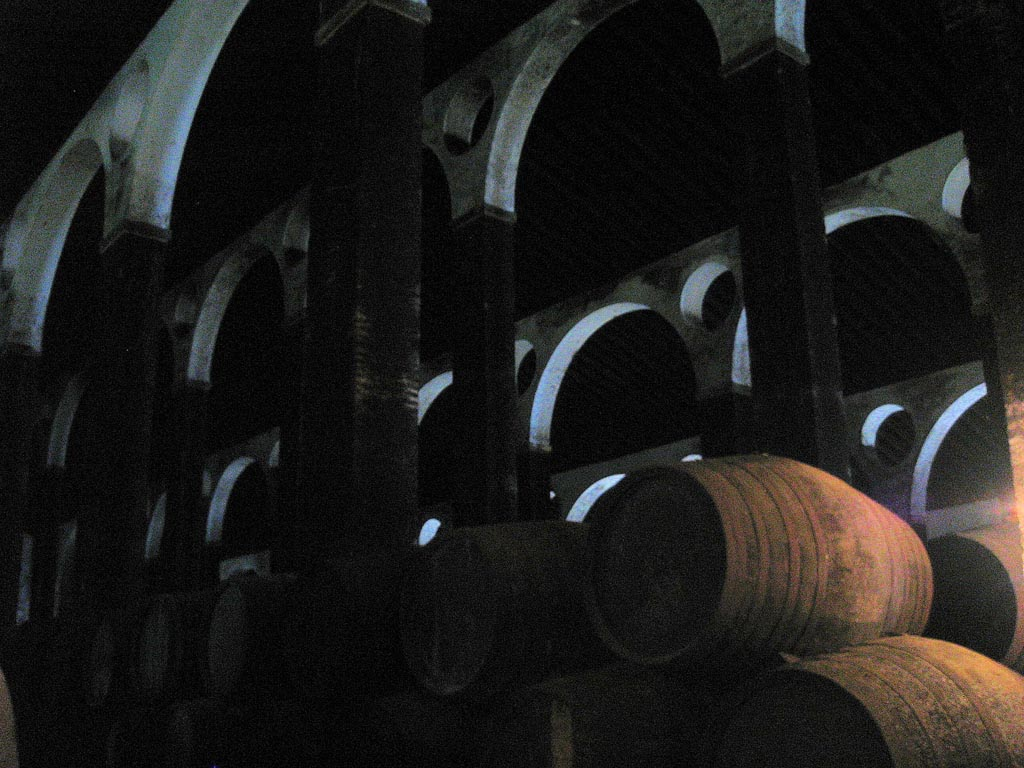
solera d'envelliment a Sanlúcar de Barrameda

### Geologia i orografia

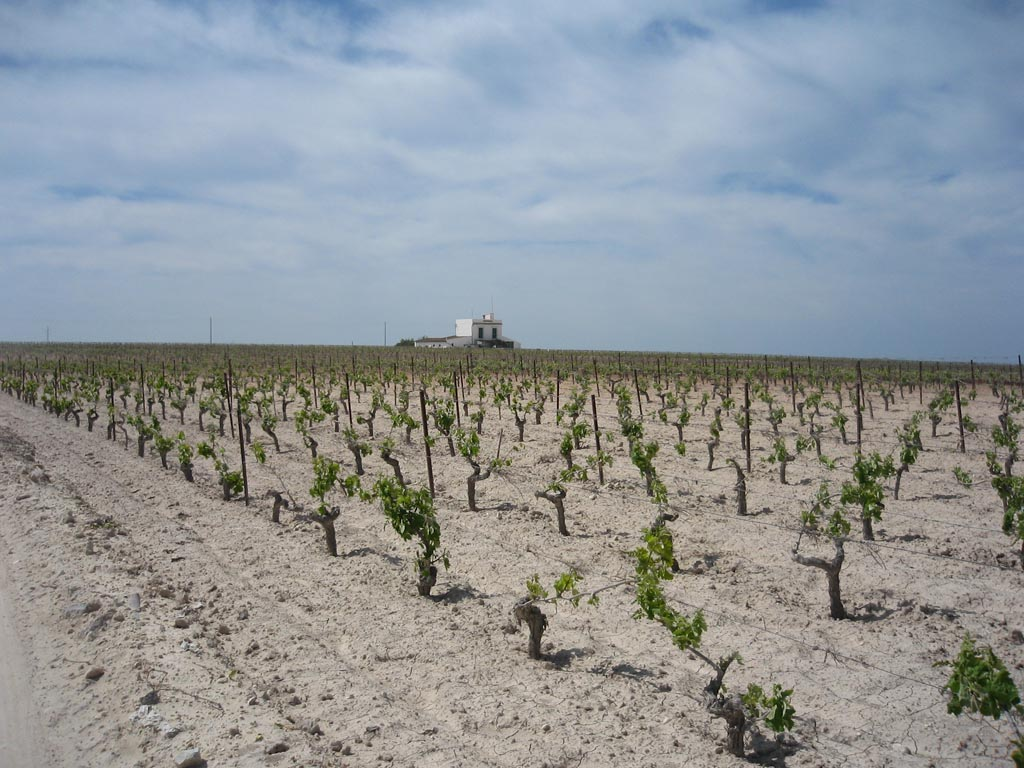
Vinya en albariza, sòl gredós típic de la denominació

## Situació geogràfica

### Climatologia

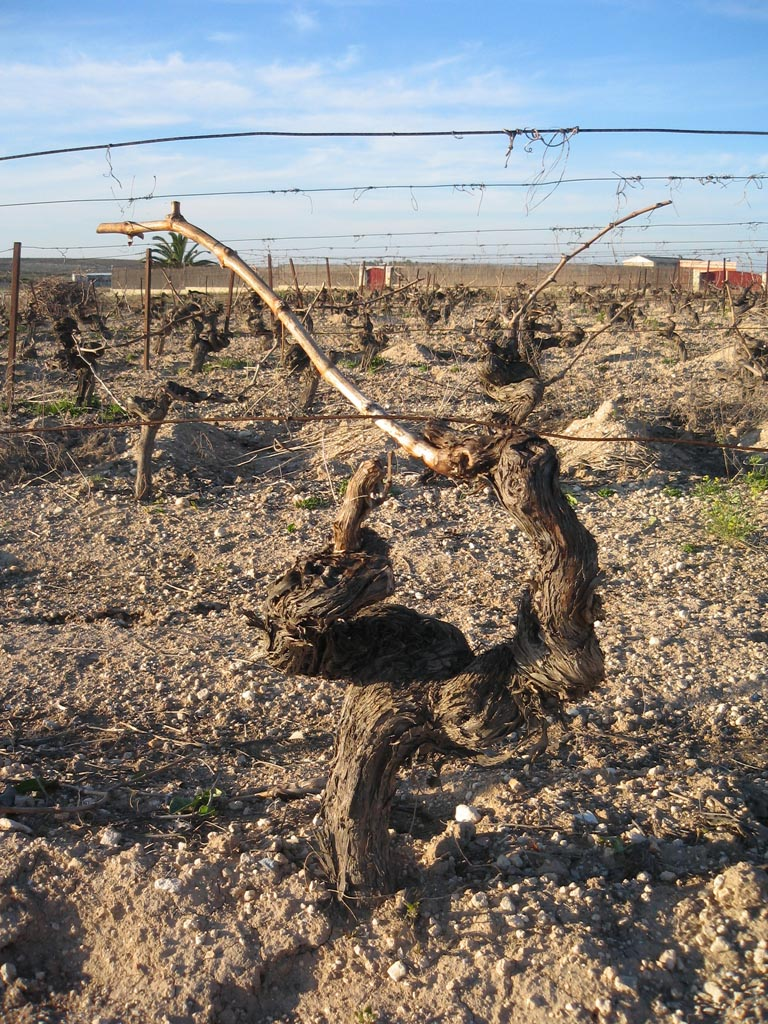
Vell peu podat
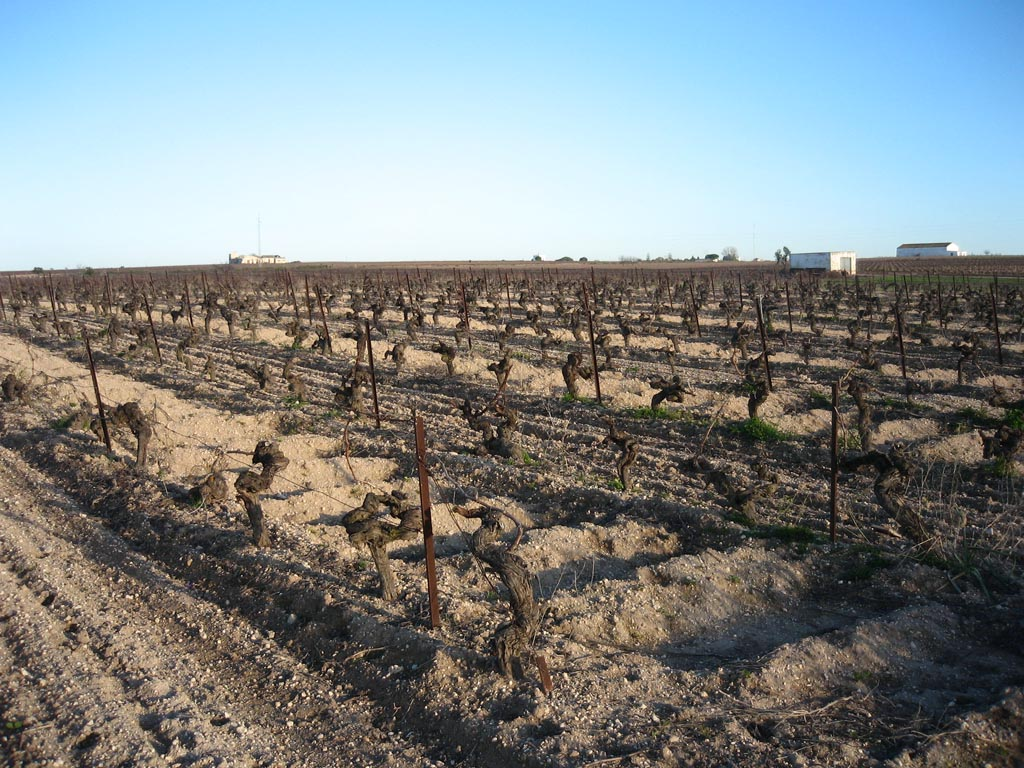
Vinya en hivern
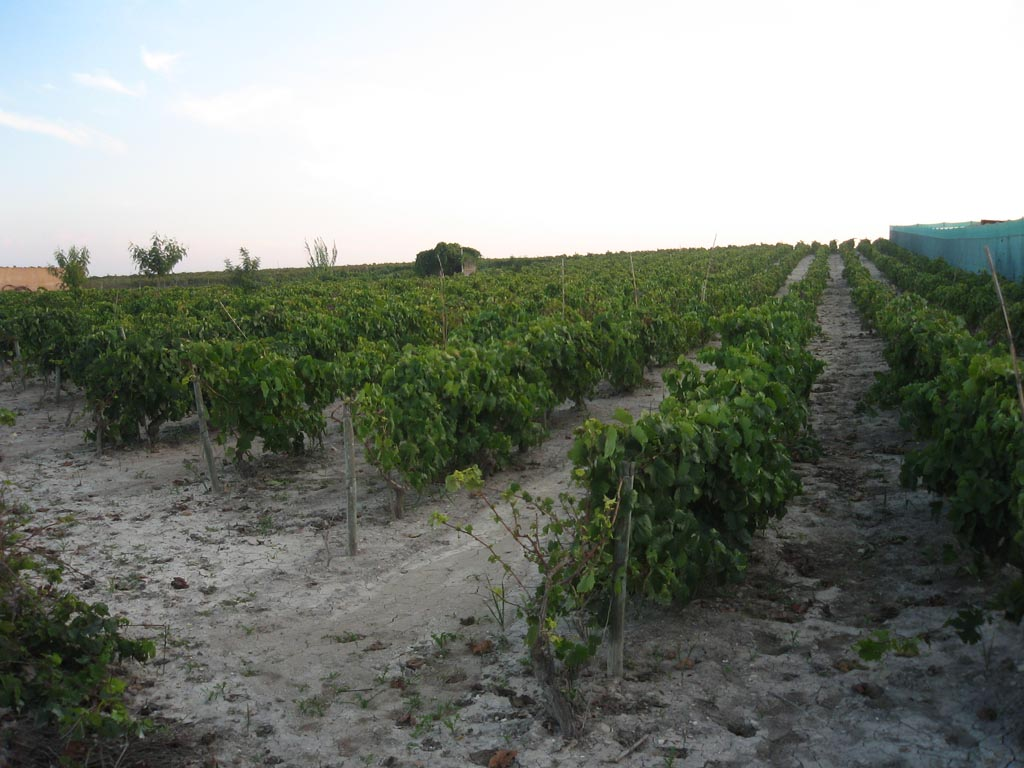
Vinya en estiu
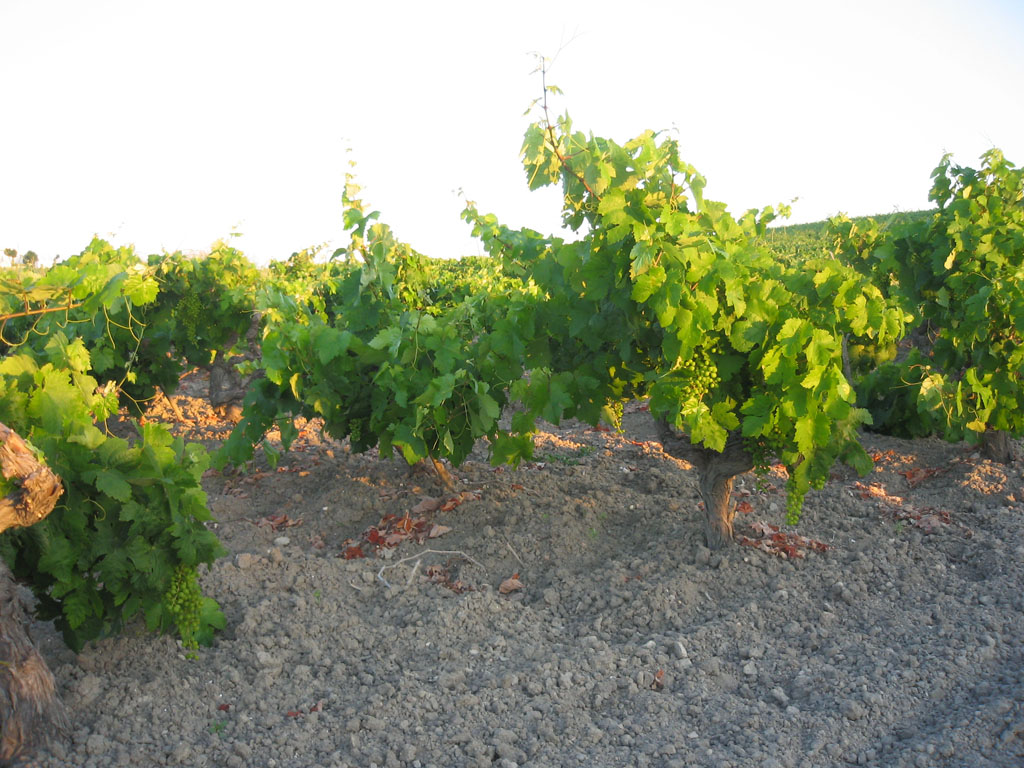
Raïm en curs de maduració

## El vi
Es va tractar d'un vi de vel molt pàl·lid, punxant, lleuger al palau, sec i poc àcid. La seva tenor en alcohol, que varia entre 15,5 i 17 %, ha estat fixada a 15 graus. És així el més lleuger dels vins de Xerès. Es beu sobretot com a vi d'aperitiu.
Hi ha principalment dues varietats: el manzanilla fina (fi) i el manzanilla pasada (passat). És, amb el vino fino, el vi típic de les ferias andaluses. Tanmateix, aquests darrers anys s'ha imposat com beguda típica de les ferias el rebujito, barreja de manzanilla i de llimonada gasosa.